# آزمایش اپرا

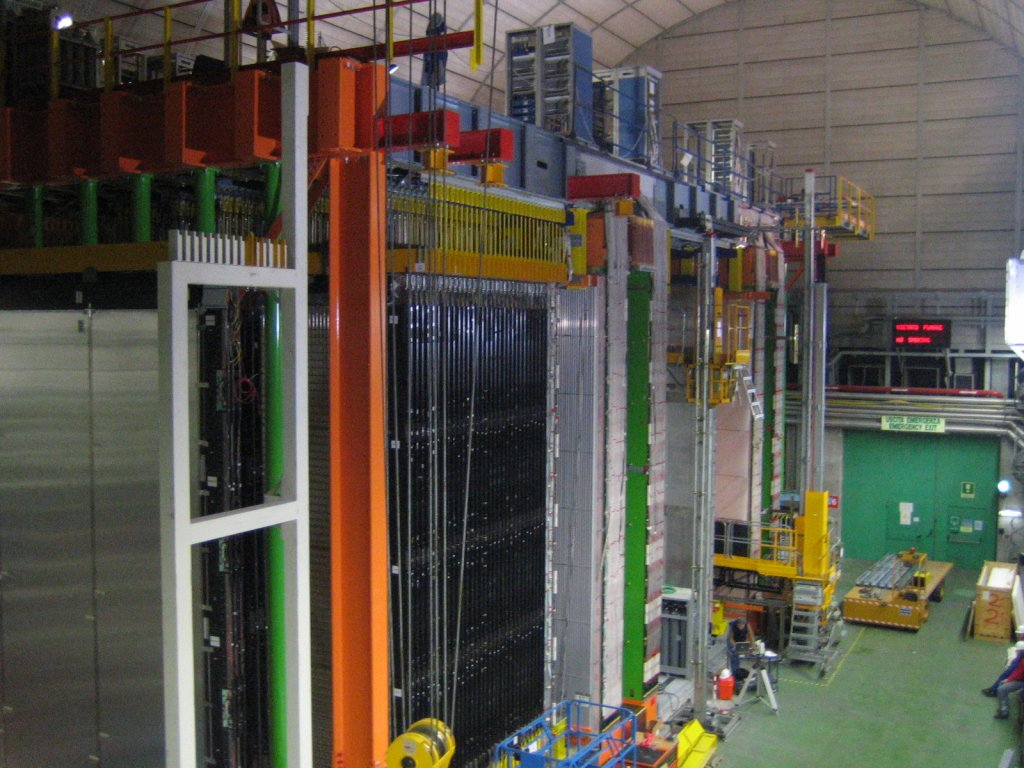
آشکارساز اپرا

آزمایش اپرا (به انگلیسی: OPERA experiment یا Oscillation Project with Emulsion-tRacking Apparatus) آزمایشی است که به منظور بررسی پدیدهٔ نوسان نوترینو و توسط پژوهشگاه سرن انجام شده‌است. دانشمندان این پژوهشگاه در روز چهارشنبه ۲۳ سپتامبر ۲۰۱۱ در اروپا، طی آزمایش‌هایی، خبر ثبت حرکت ذرات بنیادی به نام نوترینو را اعلام کردند که به‌طور پیش‌بینی‌نشده، سریع‌تر از سرعت نور، و خلاف نسبیت خاص انشتین حرکت کرده‌اند. پیش از این در سال ۲۰۱۰ آشکارساز اپرا تغییر طعم نوترینوهای میونی به نوترینوهای تاو (پدیده نوسان نوترینو) را ثبت نموده‌است.

## سرعت نوترینو بیشتر از نور نیست
ارزیابی شتابزده پژوهشگران مرکز تحقیقاتی سرن، پیش از این که باعث تغییر قوانین فیزیک شود، باعث جدی‌تر شدن نظارت بر تجهیزات خواهد شد، چرا که سخن از خطای انسانی در نتیجه‌گیری عجیب آنها به میان آمده و به نظر می‌رسد نوترینوهای مورد نظر آنان سرعتی بیشتر از نور نداشته‌اند. براساس قانون نسبیّت خاص اگر نوترینوها (نیت ری نوز) بدون جرم هستند باید با سرعت نور حرکت نمایند و درصورتی که دارای جرم باشند (دارای جرم بسیار کوچک، اما غیر صفر هستند)، دیگر نمی‌توانند به سرعت نور برسند. 
گویا مشکلات در آزمایش به استفاده از سامانهٔ موقعیت‌یاب جهانی جی‌پی‌اس ( برای هم‌زمان کردن ساعت‌های اتمی هر دو سوی این مسیر برمی‌گشت. گذر زمان در ساعت‌ها بین رسیدن سیگنال سنکرون‌کننده باید در نظر گرفته می‌شد و احتمالاً این کار به درستی انجام نشده و چه بسا یک اتصال مشکل‌دار بین سیگنال جی‌پی‌اس و ساعت اصلی وجود داشته‌است. خطا در نوسان‌سازی که برای اعمال برچسب‌های زمانی برای سنکرون کردن جی‌پی‌اس (وصل دو شبکه کاملاً مجزا به طریقی که هیچ نوع شدت جریان ضربه ای قابل ملاحظه ای ایجاد نشود) به کار رفته، می‌تواند منجر به اشتباه در برآورد زمان سفر نوترینوها و اضافه‌تر محاسبه شدن این زمان شده باشد. همزمان کردن ساعت‌ها به دلیل اثرات نسبیت خاص و عام هم می‌تواند به خطایی از مرتبهٔ چند ده نانو ثانیه منجر بشود که به اشتباه به سرعت بیش از سرعت نور تعبیر شده‌است.